# Die Sieger (Oper)
Die Sieger ist eine von Richard Wagner im Jahr 1856 geplante Oper über den Buddhismus.
Den Text dazu hatte er bereits ausgearbeitet. Zu einer Vertonung kam es jedoch nicht mehr. Angaben Wagners zufolge war das Buch Introduction à l’histoire du buddhisme indien von Eugène Burnouf (1844) Vorlage für die Handlung. Der Text, den Wagner fand, gehört zur Kategorie der ‚avadana‘. Dieses Sanskritwort bezeichnet heroische und Wundertaten, die Buddha während seiner verschiedenen Inkarnationen vollbracht hat.
Ab Herbst 1854 hatte sich Richard Wagner intensiv mit Arthur Schopenhauers Hauptwerk Die Welt als Wille und Vorstellung beschäftigt und begann zugleich, sich für den Buddhismus zu interessieren.